# Farkas
Farkas [ˈfɒrkɒʃ] ist ein ungarischer Familienname, entstanden aus einem Spitznamen, mit der Bedeutung „Wolf“. Als männlicher Vorname entspricht Farkas dem Vornamen Wolfgang.

## Varianten
- Farkaš

## Namensträger

### Vorname
- Farkas Bolyai (1775–1856), ungarischer Mathematiker
- Farkas-Zoltán Hajdú (* 1959), ungarischer Schriftsteller und Filmemacher
- Farkas Kempelen (1734–1804), österreichisch-ungarischer Universalgelehrter, siehe Wolfgang von Kempelen
- Farkas Molnár (1897–1945), ungarischer Architekt
- Farkas Paneth (1917–2009), ungarisch-rumänischer Tischtennisspieler und -trainer

### Familienname
- Adalbert Farkas (1906–1995), austroamerikanischer Physikochemiker
- Ádám Farkas (Schiedsrichter) (* 1982), ungarischer Fußballschiedsrichter
- Ádám Farkas (Volkswirt) (* 1968), ungarischer Volkswirt
- Ágnes Farkas (* 1973), ungarische Handballspielerin und -funktionärin
- Akos Farkas (1898–1971), ungarischer Kameramann
- Alexander Farkas, US-amerikanischer Musikpädagoge und Pianist
- Attila Márton Farkas (* 1965), ungarischer Ägyptologe, Kulturanthropologe, Publizist und Aktivist
- Balázs Farkas (Fußballspieler, 1978) (* 1978), ungarischer Fußballspieler
- Balázs Farkas (Fußballspieler, 1979) (* 1979), ungarischer Fußballspieler
- Balázs Farkas (Maler) (* 1980), ungarischer Maler
- Balázs Farkas (Schriftsteller) (* 1987), ungarischer Schriftsteller und Bibliothekar
- Balázs Farkas (Fußballspieler, 1988) (* 1988), ungarischer Fußballspieler
- Balázs Farkas (Squashspieler) (* 1997), ungarischer Squashspieler
- Balázs Farkas-Jenser (* 1990), ungarischer Sänger und Gitarrist
- Barbara Farkas-Erlacher (1936–2019), österreichische Psychotherapeutin
- Bence Farkas (* 2006), deutsch-ungarischer Eishockeyspieler
- Bertalan Farkas (* 1949), ungarischer Kosmonaut
- Boris Farkaš (* 1954), slowakischer Film- und Bühnenschauspieler
- Edith Farkas (Frauenrechtlerin) (1877–1942), ungarische Frauenrechtlerin
- Edith Farkas (Meteorologin) (1921–1993), ungarisch-neuseeländische Meteorologin und Polarforscherin
- Emanuel Farkas (1873–1942), österreichischer Lyriker, Maler und Übersetzer
- Evelyn Farkas, US-amerikanische Sicherheitsexpertin
- Ferenc Farkas (1905–2000), ungarischer Komponist
- Flórián Farkas (* 1957), ungarischer Politiker
- Gábor Farkas (1925–1986), ungarischer Agrarökonom
- Gizella Farkas (1925–1996), ungarische Tischtennisspielerin
- Györgyi Zsivoczky-Farkas (* 1985), ungarische Siebenkämpferin
- Gyula Farkas (auch Julius Farkas; 1847–1930), ungarischer Physiker und Mathematiker
- Hershel Farkas (* 1939), israelisch-US-amerikanischer Mathematiker
- Hunor Farkas (* 2001), rumänischer Skispringer
- Imre Farkas (1935–2020), ungarischer Kanute
- István Farkas (1887–1944), ungarischer Maler und Verleger
- Iuliu Farkaș (1923–1984), rumänischer Fußballspieler
- János Farkas (1942–1989), ungarischer Fußballspieler
- Jeff Farkas (* 1978), US-amerikanischer Eishockeyspieler
- Josef Farkas, österreichischer Politiker (NSDAP)
- Josef-Gerhard Farkas (* 1929), deutsch-ungarischer Hungarologe
- József Farkas (* 1952), ungarischer Ringer
- Júlia Farkas (* 2004), ungarische Handballspielerin
- Julius von Farkas, auch Gyula Farkas (1894–1958), ungarisch-deutscher Linguist und Literaturwissenschaftler
- Karl Farkas (1893–1971), österreichischer Schauspieler und Kabarettist
- Kinga Dózsa-Farkas (* 1943), deutsche Designerin
- Klara Farkas (1910–2014), aus Ungarn stammende US-amerikanische Fotografin
- Martin Farkas (* 1964), deutscher Kameramann
- Mary Farkas (1911–1992), US-amerikanische Zen-Buddhistin
- Meira Farkas (* 1945), rumänische Pianistin
- Mihály Farkas (1904–1965), ungarischer Politiker
- Nicolas Farkas (1890–1982), ungarischer Kameramann, Drehbuchautor und Regisseur
- Patrick Farkas (* 1992), österreichischer Fußballspieler
- Pavol Farkaš (* 1985), slowakischer Fußballspieler
- Péter Farkas (Schriftsteller) (* 1955), ungarischer Autor und Journalist
- Peter Farkas (Schauspieler) (* 1966), britischer Schauspieler
- Péter Farkas (Ringer) (* 1968), ungarischer Ringer
- Péter Farkas (Fußballspieler, 1967) (* 1967), ungarischer Fußballspieler
- Péter Farkas (Fußballspieler, 1987) (* 1987), ungarischer Fußballspieler
- Peter Farkaš (Fußballspieler) (* 1982), slowakischer Fußballspieler
- Petra Bánhidi-Farkas (* 1999), ungarische Weitspringerin
- Philip Farkas (1914–1992), US-amerikanischer Hornist
- Roko Farkaš (* 2005), kroatischer Leichtathlet
- Rózsa Farkas (* 1971), ungarische Cimbalomspielerin
- Solange Oliveira Farkas (* 1955), brasilianische Kunsthistorikerin und Kuratorin
- Tamás Farkas (* 1992), ungarisch-rumänischer Eishockeyspieler
- Tibor Farkas (1883–1940), ungarischer Politiker
- Tomislav Farkaš (* 1971), kroatischer Handballspieler
- Viktor Farkas (1945–2011), österreichischer Autor und Journalist
- Viktória Mihályvári-Farkas (* 2003), ungarische Schwimmerin
- Vincent Farkaš (* 1993), slowakischer Kanute
- Wolfgang Farkas (* 1967), deutscher Verleger und Übersetzer
- Zoltán Farkas (Filmeditor) (1913–1980), ungarischer Filmeditor und Filmregisseur
- Zoltán Farkas (Pädagoge) (1928–1990), rumänischer Pädagoge, Psychiater und Philosoph
- Zoltán Farkas (Politiker) (* 1963), ungarischer Politiker
- Zoltán Farkas (Ringer) (* 1974), ungarischer Ringer
- Zoltán Farkas (Gewichtheber) (* 1974), ungarischer Gewichtheber
- Zoltán Farkas (Fußballspieler, 1989) (* 1989), ungarischer Fußballspieler
- Zoltán Farkas (Fußballspieler, 1995) (* 1995), ungarischer Fußballspieler
- Zoltán Vesho-Farkas (* 1974), ungarischer Dichter und Übersetzer

## Sonstiges
- Lemma von Farkas, mathematischer Hilfssatz von Gyula Farkas
- Farkas (Band), Folkband aus Pirna in Sachsen
- Farkas-utcai Református Templom, reformierte Hauptkirche von Cluj-Napoca